# Alveopora tizardi
Alveopora tizardi là một loài san hô trong họ Poritidae. Loài này được Bassett-Smith mô tả khoa học năm 1890.